# Theater am Großmarkt

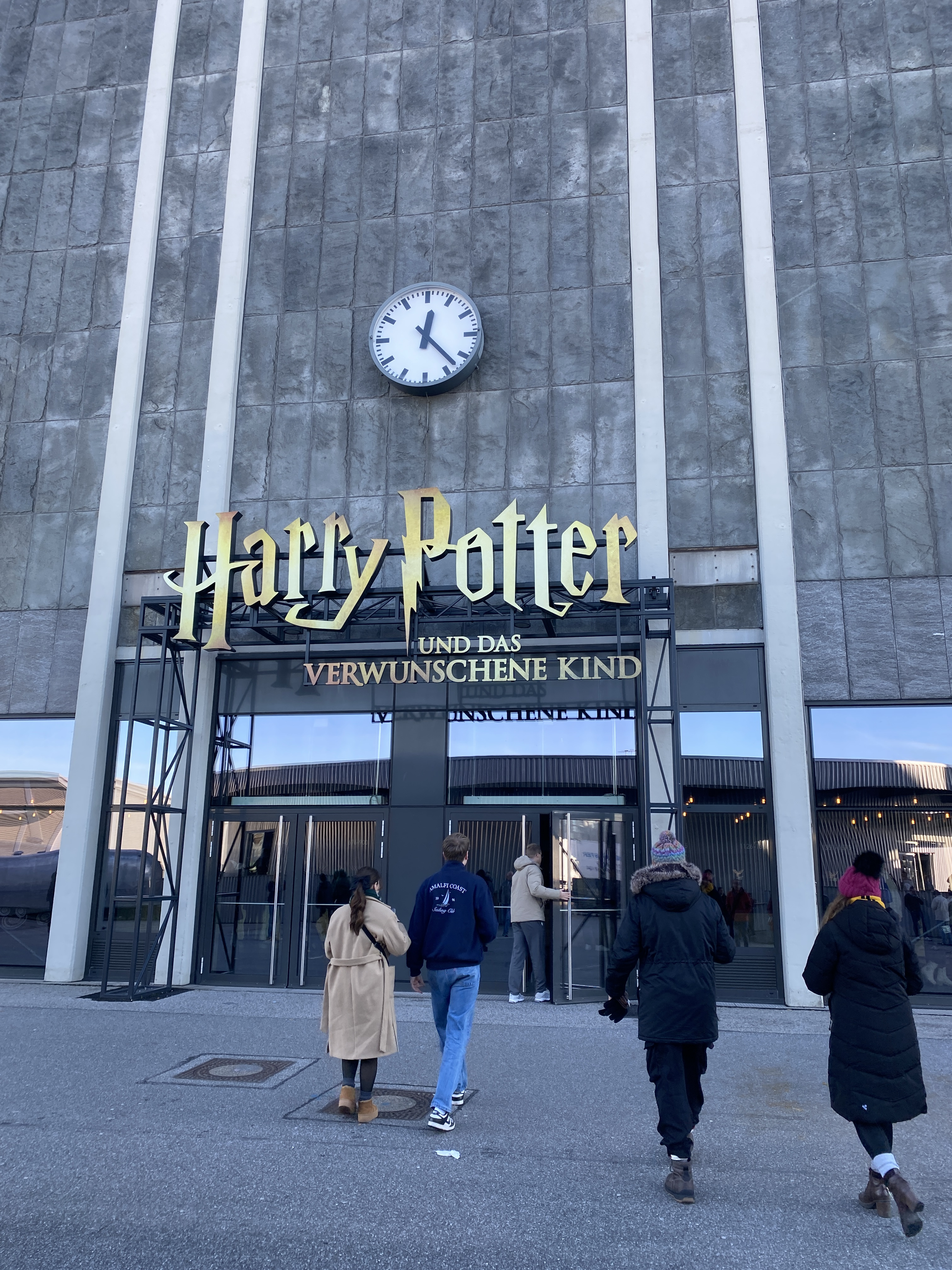
Theater, Außenansicht

Das Theater am Großmarkt (zuvor auch Mehr! Theater am Großmarkt) in Hamburg wurde als Multifunktionstheater 2015 in die 1962 gebaute und denkmalgeschützte Großmarkthalle des Architekten Bernhard Hermkes integriert. Eröffnet wurde es am 7. März 2015 mit einem Konzert des London Symphony Orchestra. Im Mai 2019 begann der Umbau zum neuen Zuhause von „Harry Potter und das verwunschene Kind“ mit einer Kapazität von 1670 Plätzen. Am 5. Dezember 2021 fand die deutschsprachige Erstaufführung als zweiteiliges Theaterstück statt, am 9. Februar 2023 feierte die kompakte 3,5-stündige Inszenierung Premiere.

## Bau
Die Kosten für das Multifunktionstheater betrugen 25 Millionen Euro. Bauherr und Betreiber des Theaters ist die in Düsseldorf ansässige „Mehr-BB Entertainment GmbH“ mit ihrem Inhaber und Geschäftsführer Maik Klokow. Der Theaterbau dauerte 18 Monate; er ist ein Beispiel für die Umnutzung funktionaler Denkmalschutzarchitektur der Nachkriegsmoderne. Mit geringen Eingriffen ist es gelungen, die architektonische Gestaltung des Hamburger Großmarktes aufzunehmen und für die neuen Anforderungen umzugestalten. Dem Theater gaben die Deckenstruktur aus Spannbetonbögen sowie die Höhe der Großmarkthalle von rund 20 Metern eine eigenwillige Atmosphäre. Pressemeldungen beschrieben die Akustik im Raum als detailklar.
Ab Mai 2019 entstand in zehnmonatiger Bauzeit unter der Leitung Frans Dimans' der neue, eigens für die Produktion „Harry Potter und das verwunschene Kind“ geschaffene Saal. Vor das Theater wurde der von dem Londoner Architekturbüro Carmody Groarke entworfene kreisrunde Theater Pavillon gesetzt, in dem sich neben der Theaterkasse ein Aufenthaltsraum mit gastronomischem Angebot befindet. Das Bauwerk wurde 2020 von der Jury des Bundes Deutscher Architekten und Architektinnen Hamburg mit einem Preis für vorbildliche Bauten 2020 ausgezeichnet.
Das Gebäude liegt zwischen den Hamburger Elbbrücken und dem Hauptbahnhof; es gibt 500 Stellplätze für PKWs auf dem Vorplatz.

## Programm
Im Theater am Großmarkt fanden bis Mai 2019 Gastspiele von Theater-, Musical- und Tanzproduktionen statt. Darüber hinaus war das Theater ein Ort für Rock- und Popkonzerte. Mit seiner Kapazität füllte das Theater eine in Hamburg bis dato existierende Lücke. Im Jahr 2015 gastierten Tour-Musicals wie das Queen-Musical „We Will Rock You (Musical)“ und das Musical „Dirty Dancing“ im Theater am Großmarkt. Rock-Pop-Künstler wie Brian May, Roger Cicero, Sufjan Stevens, Achim Reichel, Boy, die britische Band Editors, Fat Freddys Drop aus Neuseeland traten dort auf. Zudem fand eine Zaubershow von Hans Klok und das Festival „Soul im Hafen“ dort statt. 2015 besuchten über 170.000 Zuschauer die 100 Shows, Konzerte und Musicals im Theater. 2016 und in den folgenden Jahren fanden weitere Konzerte und Shows statt, u. a. Iggy Pop, Paul Kalkbrenner, OMD, Gestört aber geil, Vicky Leandros, Toto, Within Temptation oder das Musical Elisabeth. Das Theater wurde auch für Produktpräsentationen, Jubiläen und Galas genutzt. Im Sommer 2017 wurde im Theater das erste Mal im deutschsprachigen Raum das Musical „Billy Elliot“ aufgeführt. Gezeigt wurde die englischsprachige Original-Produktion vom Londoner West End.
2020 sollte Harry Potter und das verwunschene Kind im Theater gezeigt werden – womit das als „die achte Harry-Potter-Geschichte“ beworbene Theaterstück von Jack Thorne, Joanne K. Rowling und John Tiffany erstmals in Deutschland zu sehen ist. Die Premiere musste wegen der Covid-19-Pandemie mehrfach verschoben werden, fand aber schließlich am 5. Dezember 2021 statt. Am 19. Februar 2023 fand die Premiere für die neue einteilige Inszenierung statt, die den Zweiteiler fortan ablöst, der damit nur noch in London gezeigt wird.